# Convento de la Concepción Francisca (Toledo)
El convento de la Concepción Francisca es un convento fundado en 1484 por Beatriz de Silva en la ciudad española de Toledo. La iglesia fue erigida en el siglo XVI.

## Descripción

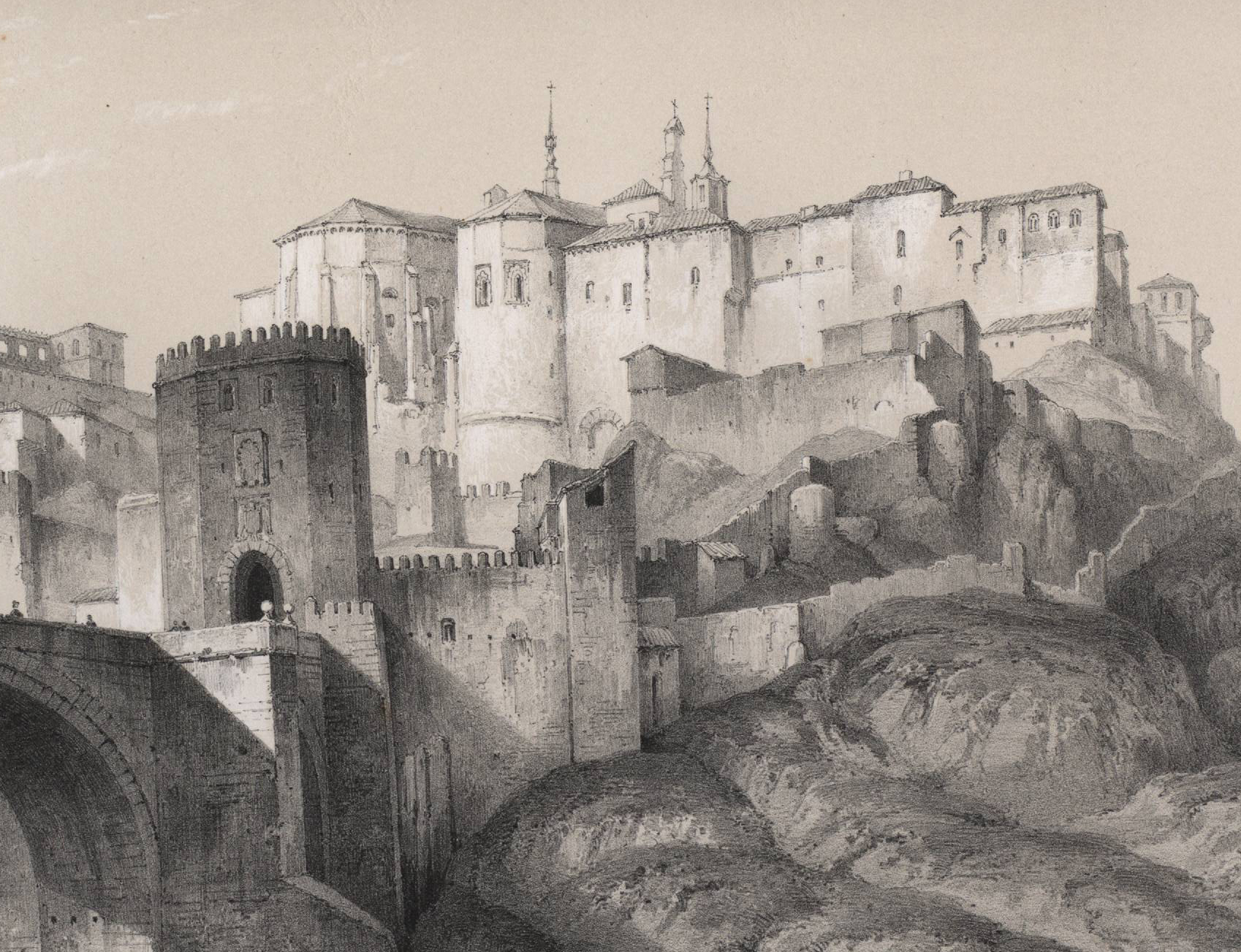
Vista del convento en un grabado de Jenaro Pérez Villaamil (1842)

Se ubica en el noreste del casco antiguo de la ciudad de Toledo, en Castilla-La Mancha.
El 19 de mayo de 1884, la capilla de San Jerónimo, que forma parte del complejo, fue declarada monumento nacional, mediante un real decreto publicado en la Gaceta de Madrid, que citaba un informe de la Real Academia de Bellas Artes de San Fernando en el que se hacía alusión al «aspecto oriental y magnífico» de la cúpula de la capilla y que solicitaba la protección «como medio único de salvarla [la capilla] de una ruina que redundaría en sensible pérdida para la historia del arte de construir en España todavía muy deficiente». El 3 de junio de 1931, durante la Segunda República, fue declarada monumento histórico-artístico perteneciente al tesoro nacional, mediante un decreto publicado el día siguiente en la Gaceta de Madrid, con la rúbrica del presidente del Gobierno provisional, Niceto Alcalá-Zamora, y del ministro de Instrucción Pública y Bellas Artes, Marcelino Domingo. En 2001 fue delimitado el entorno de protección del edificio, que por entonces contaba ya con el estatus de bien de interés cultural.
Además de la de San Jerónimo, otra de las capillas que forman parte del convento es la de Santa Quiteria o de los Francos.